# 傑拉爾德·布爾
傑拉爾德·文森特·布爾（法語：Gerald Vincent Bull，1928年3月9日—1990年3月20日）是一位法國裔加拿大火砲工程師，以幫助伊拉克政府設計為促進經濟而能夠發射衛星的超級大砲──《巴比倫計畫》，而聞名。布爾後來於比利時布魯塞爾的公寓外被暗殺，推測可能是情報特務局（俗稱摩薩德）、美國中央情報局、英國軍情六處、智利或者南非政府於幕後指使。

## 生平

### 早年

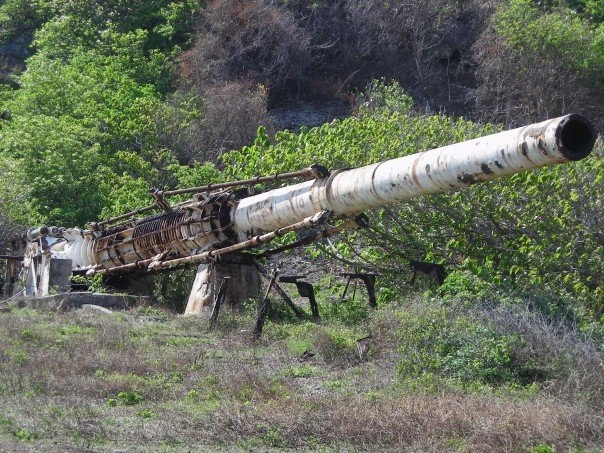
廢棄的高空飛行研究計劃大砲

布爾生於1928年的加拿大安大略省北灣，1951年以23歲之齡取得多倫多大學博士學位，是當時加拿大史上最年輕的博士畢業生。他的首份工作是在加拿大军备研究发展机构，他提議建造一枚超級大砲測試超音速飛行，因為超音速風洞的製造和運作成本十分高昂，相反一門大砲則便宜許多。他的計劃最初獲批並得到大學資助，但在1956年終止了。之後他得到美國政府和加拿大政府支持和資助，展開了高空飛行研究計劃
。
布爾在巴巴多斯建造了巴貝多大砲，砲管長36米，口徑424毫米。1966年的一次試射把砲彈射到590,000英尺（180公里）太空，打破了世界紀錄。加拿大因越戰關係而在1967年退出此計劃，1968年因計劃資金耗盡而被迫終止，布爾亦離開了巴巴多斯。
布爾成功秘密地把該計劃的資產轉移到自己名下的公司，並在中情局協助下售賣武器給當時正被聯合國實施武器禁運的南非，並在南非生產GC-45榴彈砲。之後布爾被聯合國逮捕並判監六個月，獲釋後回到加拿大再被罰款55,000加元，之後他搬到比利時並在當地成立新公司。
布尔博士的突出成果是对155mm榴弹炮的改良。此前北约标准39倍口径155mm榴弹炮以M109自行火炮为代表。布尔博士对155mm榴弹炮经内弹道学计算重新设计了药室和弹型，设计出45倍口径155mm榴弹炮并获得奥地利和南非厂商认同并生产，射程上超出当时北约标准约50%。中国人民解放军亦通过奥地利获得布尔教授设计生产出PLZ-45自行火炮。此优势持续到北约对155mm榴弹炮重新设计药室和弹型，生产出以PzH2000自行火炮为代表的52倍口径155mm榴弹炮才持平。（北约早期的39倍口径、布尔博士45倍口径和北约后来的52倍口径155mm榴弹炮的药室分别为18.8/22.9/23.5升均不同，发射药须与药室配合难以通用（北约155mm/L52药室前端与155mm/L39相同，稍作改装可以向下兼容），而155mm弹丸本身可以通用，甚至可将华约152mm弹丸经简单更换弹带后使用。）

### 巴比倫計畫
兩伊戰爭期間，布爾曾向伊拉克出售過大量的GC-45榴彈砲。布爾從來沒有放棄過他製造超級大砲的想法。他曾向薩達姆·海珊表示能打造一門全世界最大的大砲，而海珊亦接受了他的提議，計劃名為巴比倫計畫。巴比倫大砲砲管長150米，口徑達1米，射程約1000公里。在動工前，布爾曾先建造過一個名爲「小巴比倫」的長45米，口徑達450毫米的原型。。由於伊拉克受到武器禁運制裁，因此布爾以私人名義在歐洲各地訂購大砲所需要的材料。由於巨砲的體形龐大，很容易被發現，於是他選擇了一處貧瘠的山丘安置他的大砲。此外布爾亦幫助伊拉克改良其大砲和飛彈，提高性能。在概念上布尔博士与萨达姆存在一定分歧，布尔博士希望通过萨达姆的资助实现自己的高效率发射卫星想法，而萨达姆则希望巴比伦大炮有确实的军事用途能对以色列构成威胁。双方最终妥协，试制的小巴比伦大炮指向西方，与对卫星发射有利的指向东方背道而驰；而小巴比伦大炮指向亦非直指以色列，若用于发射炮弹还存在变轨问题。所以小巴比伦大炮更具实验性质，对发射卫星或发射炮弹均有不利因素。
布爾的超級大砲計劃驚動了以色列、美國等情報人員。1990年初，布爾發現自己的寓所被破門而入，寓所被不明人士搗亂，但沒有損失，這似乎是對布爾的一個警告，他應終止超級大砲計劃。1990年3月，布爾在寓所外面被特工用消音手槍連發五槍，當場命斃。暗殺布爾的幕後黑手不斷被猜測，有說是中情局，有說是軍情六處，亦有人說是摩薩德，因后有称摩萨德安排了一名成员长期居住于布尔博士同一处的相邻寓所。由於布爾是計劃的負責人，只有他一人知道如何打造大砲，布爾之死亦宣告巴比倫計畫的終止。
海灣戰爭後，聯合國的調查員發現了巴比倫大砲並把它銷毀，部分砲管運到英國的博物館作展覽。